# Аферист із Tinder
Аферист із Tinder (англ. The Tinder Swindler) — британський документальний фільм режисера Фелісіті Морріс, що вийшов на Netflix 2 лютого 2022. У фільмі розповідається історія ізраїльського шахрая Саймона Лєваєва, який використовував додаток Tinder з метою знайомства з жінками, для подальшої емоційної маніпуляції та фінансового обману.

## Сюжет
Сюжет базуються на розслідуванні і статті норвезької газети Верденс Ганг.
Ізраїльтянин, уроджений Шимон Хают, видавав себе за сина російсько-ізраїльського алмазного магната і обманював жінок, переважно з Центральної та Північної Європи, зображуючи уявний богемний спосіб життя, який вселяв у його жертв впевненість у тому, що він зможе повернути сотні тисяч доларів, які вони йому позичали. Щоб змусити представниць середнього класу позичити йому великі суми грошей, він вигадував різні фейкові ситуації, зв'язувався з жінками, з якими у нього були романтичні відносини, і вдавав, що його життя може наразитися на небезпеку з боку неназваних ворогів. Ці фейкові історії супроводжувалися відправкою зображень, на яких він та його охоронець перебувають у відділенні невідкладної допомоги після передбачуваного нападу із застосуванням холодної зброї. Причому Хают використовував однакові фотографії для кожної зі своїх жертв.
Хают стверджував, що через цю «загрозу для життя» він нібито не міг користуватися своїми кредитними картками або банківськими рахунками, тому що його вороги могли відстежити його за ними, і йому терміново потрібні гроші, які він, звичайно ж, скоро поверне, чого ніколи не відбувалося. Більшість жінок, налякані вигаданою історією про те, що їхній бойфренд перебуває у серйозній небезпеці, піддавалися на його вмовляння взяти один чи кілька банківських кредитів. Вони негайно переказували гроші Хаюту, іноді перевозячи їх готівкою на літаках. У деяких випадках пізніше він надсилав чеки як компенсацію за борг, які виявлялися марними після того, як жінки намагалися перевести в готівку їх у банках. Незабаром після обману чергової жертви він припиняв з нею контактувати і починав пошук наступної.

## Реакція
У 2019 році газета VG повідомила, що національний банк Норвегії списав борги Сесілії, проте жінка залишилася винна іншим 8 банкам. 5 лютого 2022 року троє інших жертв Леваєва організували кампанію зі збору коштів на GoFundMe, щоб компенсувати свої фінансові борги.
Через кілька днів після виходу документального фільму Леваєв розмістив у Instagram повідомлення, в якому заперечував, що є шахраєм, припустивши, що він «знімався» для документального фільму Netlix, додавши, що «настав час жінкам почати говорити правду». Після виходу фільму компанія Tinder назавжди забанила Леваєва у додатку для знайомств.
За повідомленнями Variety, після успіху документального фільму компанія Netflix виявила бажання зняти повноцінну екранізацію цієї історії. Netflix підготувала спеціальний подкаст із трьох частин, в якому розповідається про створення документального фільму і докладно розповідається про життя та шахрайство Саймона Леваєва.